# Empusa fasciata
Empusa fasciata es una especie de insecto mantodeo de la familia Empusidae.

## Descripción
La longitud es de 45-65 mm, la hembra es un poco más grande que el macho. Los colores son variables, dependiendo del entorno, pudiendo ser verdosos, parduscos incluso rojizos.

## Distribución y hábitat
Empusa fasciata tiene una distribución desde el sudeste de Europa hasta el Medio Oriente, llegando a la India en el este. En el mediterráneo oriental, se encuentra en la península balcánica desde Dalmacia hasta Grecia, Creta, Rodas y otras islas del Egeo, en Asia Menor y el Levante. Se ha avistado también en el norte de África, en Egipto y Argelia, aunque se han manifestado dudas al respecto.
Habita en regiones abiertas de arbustos y matorrales.

## Ecología

### Alimentación
E. fasciata es un depredador que utiliza estrategias de emboscada con gran éxito. En el curso de la evolución, se ha especializado en la caza de insectos de vuelo rápido, como moscas y abejas. Una razón de esta preferencia puede ser que los insectos voladores sirven como alimento nutritivo, lo cual es importante en la primavera cuando hay un suministro limitado de alimentos. Las hembras adultas a menudo se posan en las flores, donde esperan para alimentarse de las abejas. Las presas pueden ser capturadas al aterrizar, o incluso durante el vuelo, debido al rápido ataque de E. fasciata y su capacidad para rotar lateralmente su cabeza y las dos poderosas patas delanteras más de 90°, sin mover el resto de su cuerpo. E. fasciata no muestra evidencia de ser caníbal. Al cazar, ejecuta distintos movimientos de balanceo y sacudidas, que no solo sirven como camuflaje en la vegetación en movimiento, sino que también facilitan la visión espacial con la ayuda del paralaje de movimiento o el desplazamiento de la imagen en la retina.